# 亚德河级航空母舰
亚德河级航空母舰包括两艘第二次世界大战期间纳粹德国海军计划改造成辅助航空母舰的客轮。这两艘船于1935年分别命名为波茨坦号和格奈森瑙号，由德国航运公司北德意志-劳埃德在和平时期营运。二战爆发后，这些船只被德国海军征用作运输工具，并于1942年5月制定针对这两艘船的航空母舰改装计划。这两艘船的配置并不完全相同，但尺寸相似，因此可以进行相同配置的改装。
改造过程中，格奈森瑙号和波茨坦号的工程代号分别为亚德河号和易北河号。改装完成后，两舰预计可以搭载12架Ju-87“斯图卡”俯冲轰炸机和12架Bf-109战斗机。亚德河号的改造工程并没有开始，1942年11月工程被取消。她以一艘运兵船的身份回到舰队重新服役，但在波罗的海西部被水雷击沉。易北河号在1942年12月就开始改造过程，但到1943年2月工程停止时，只完成部分乘客舱结构的拆除作业。她在哥腾哈芬被改装成军营船，战争结束后被英国扣押。她一直使用到1976年，之后被拆解。同级别的第三艘远洋客轮沙恩霍斯特号被大日本帝国海军买下，并改装成特设航母神鹰号。神鹰号最终在济州岛以西的海面被美国海军潜艇用鱼雷击沉。

## 改建经纬
1941年5月，德国海军的俾斯麦号战列舰被击沉，英国皇家海军航空母舰在其中扮演重要的角色，而1942年3月，其姊妹舰提尔皮茨号又差点被英军航空母舰的舰载机发射的鱼雷击沉。自此之后，德国海军确定拥有航空母舰的必要性。为此，1940年4月停工的齐柏林伯爵号航空母舰的建造工作于1942年3月再次开工。此外，德国海军还决定将数艘舰船改装成辅助航空母舰。决策部门选定包括格奈森瑙号、波茨坦号和欧罗巴号等几艘客轮，以及尚未完工的塞德利茨号重巡洋舰进行改装。格奈森瑙号和波茨坦号两船建于1930年代中期，二战爆发之前由北德意志-劳埃德航运公司运营执航东亚航线，战争爆发后被德国海军征用为运兵船。
在将这些客轮改装成航空母舰的过程中，工程技术人员发现船体有稳定性不足的问题。这个问题本来可以通过增加船体水下突出部或者在船底加装压舱物来解决。压舱物由“混凝土装甲”组成，即在吃水线以下的船体两侧铺设一层混凝土。有关格奈森瑙号（改建工程名为亚德河号）的改建工作从未开始。该项目于1942年11月25日被放弃。波茨坦号的改造项目名为易北河号，经过重新设计以修正稳定性问题。船体突出部和混凝土装甲方案被新方案——第二层船壳所代替。该船的改造工程于1942年12月开始，到1943年2月2日工程停止时，只拆除上层客舱设施。这是由于德国海军总司令埃里希·雷德尔海军元帅在前一个月辞职所致。雷德尔辞职是为了抗议阿道夫·希特勒在巴伦支海海战后发布的关于将所有水面大型舰只全部退役拆解的命令。
改装计划终止后，格奈森瑙号重新回到海军舰队担任起运兵船的职务，最终于1943年5月2日在波罗的海被水雷炸沉。波茨坦号在哥腾哈芬被改造成一艘军营船，并在那里度过余下的战争时光。德国战败后，这艘船于1946年6月20日被英国作为战争赔偿扣押。英军将其编入运输船队，改名为帝国福伊号。1960年，她又被卖给巴基斯坦，被改名为Safina-E-Hujjaj号继续营运，直到1976年才将其拆解。

### 技术特征
亚德河号水线长191（627英尺），全长203（666英尺）。易北河号的水线长189（620英尺），总长也是203米。两舰的设计吃水深度为5.1（17英尺），满载时预计吃水8.85（29.0英尺）。亚德河号的标准排水量为18,160公噸（17,870長噸；20,020短噸），而易北河号的标准排水量则为17,527公噸（17,250長噸；19,320短噸）。两舰的船体均采用钢结构焊接而成，有十二个密封舱和一个双层底。亚德河号计划乘员由79名军官和804名士兵组成，其中还包括134名德国空军作战人员。易北河号的舰员安排并未有具体记载，但总体大约有900名官兵。
亚德河号的动力来自两座DESCHIMAG制齿轮传动蒸汽轮机。两座蒸汽轮机各驱动一具三桨叶螺旋桨。蒸汽由4台单炉门高压锅炉提供。易北河号的推进系统包括两台分别由涡轮发电机驱动的电动马达组成。每台电动马达各驱动一具四桨叶螺旋桨。这两艘船的发动机额定功率为26,000匹軸馬力（19,000千瓦特），最高时速为21節（39每小時；24英里每小時），然而在实际服役时限速为19節（35每小時；22英里每小時）。两舰可以以19節航速达到最大9,000海里（17,000；10,000英里）距离。

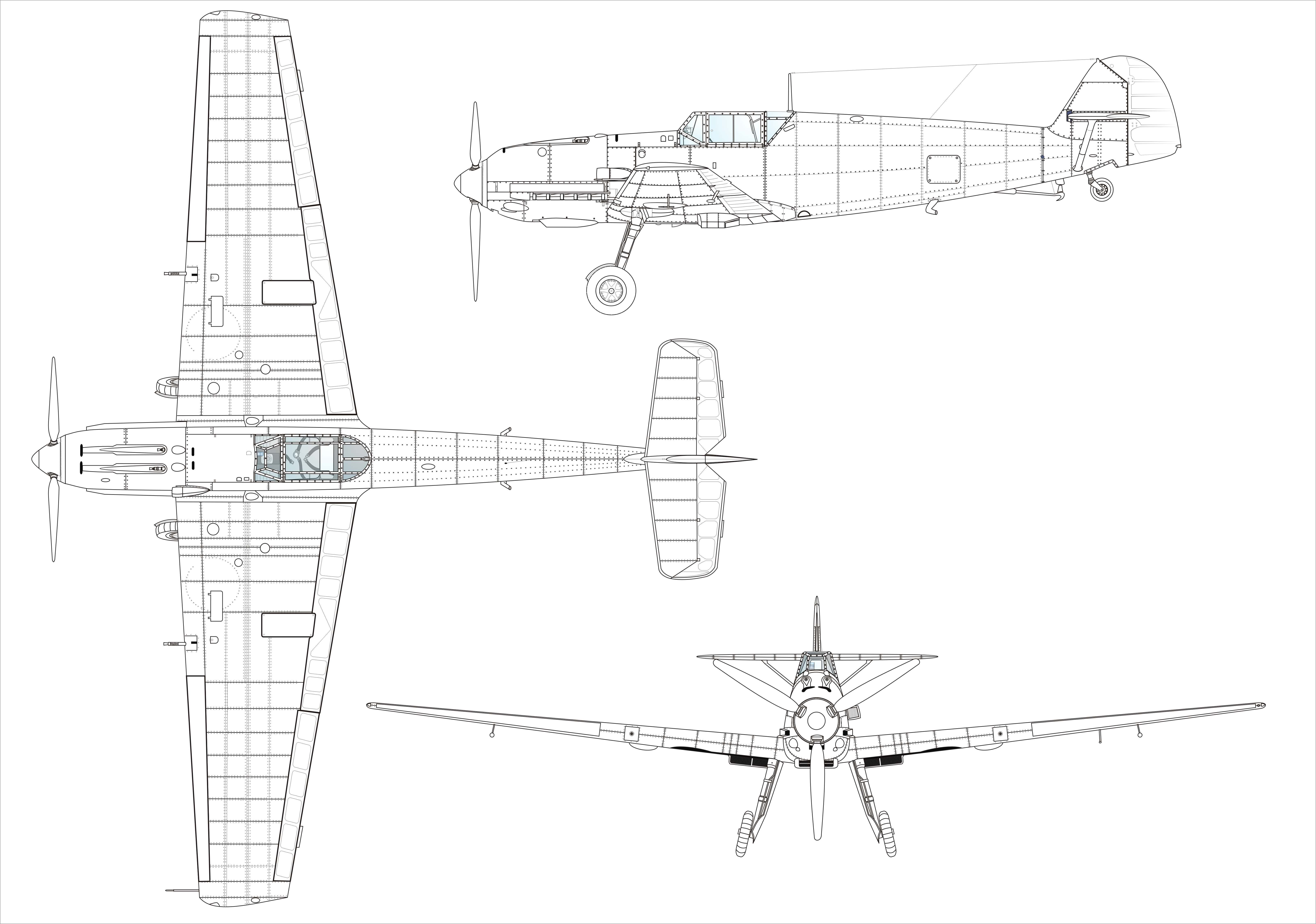
Bf-109T-1舰载机

经过改装后，这些舰只将装备多门高射炮。重型高射炮组由8门105（4.1英寸）SK33年式双管火炮组成。炮架为多普LC/31型（Dopp LC/31），原本是为88（3.5英寸）SK31年式火炮所设计。LC/31型炮架是三轴稳定型并能够将炮管抬升至仰角80°，这使得火炮可以击中在12,500（41,000英尺）高度飞行的目标。针对海面目标，这些舰炮的最大射程可达17,700（58,100英尺）。这些舰炮发射15.1（33英磅）重的定装弹药；弹药种类包括高爆弹、高空燃烧弹以及照明弹。随舰共配备3200发弹药。
近程防空武器包括12门37（1.5英寸）30年式速射高炮和24至32门20（0.79英寸）38年式高射炮。37毫米口径高炮是单装炮，每分钟可发射约30发炮弹。在最大仰角85°时，这几门高射炮可以击落6,800（22,300英尺）高度的目标。随舰装备有20000发37毫米炮弹。20毫米机炮是一种弹匣供弹式自动武器，每分钟可发射500发子弹。为这些机炮供弹的弹夹有20发装和40发装两种，总备弹量达48000发。
舰载机设施包括一个186（610英尺）长，27（89英尺）宽的飞行甲板。全部的舰载机都被安置在一个148（486英尺）长、18（59英尺）宽的单层机库里。机库顶部采用20（0.79英寸）克虏伯“Wotan hart”装甲钢保护，侧壁装甲厚度为10至15（0.39至0.59英寸）。随舰配置的空战力量包括12架Bf-109T战斗机和12架Ju-87E“斯图卡”俯冲轰炸机。Bf 109T战斗机是Bf-109E的舰载机版本，该型号的翼展比陆基型的长，以便于达成更短的起飞滑跑距离。Ju-87E俯冲轰炸机是Ju-87D的舰载机版本，专门为弹射起飞进行改装，并配备制动装置。

## 脚注

### 引文
1. 1 2 3 4 5 6 7 8 9 10 11 12  王子午，第179頁
2. 1 2  Gröner，第74頁
3. 1 2 3 4 5 6 7  刘怡，第386頁
4. 1 2 3 4 5 6  刘怡，第382頁
5. 1 2 3 4  刘怡，第383頁
6. 1 2 3 4 5  刘怡，第385頁
7. ↑  刘怡，第289頁
8. ↑  Stille，第42頁
9. ↑  Stille，第43頁
10. ↑  刘怡 & 消逝的巨兽，第216頁
11. 1 2  Garzke & Dulin，第296頁
12. ↑  王子午，第174頁
13. ↑  王义山，第270頁
14. ↑  俞东海，第156頁
15. ↑  Gröner，第72頁
16. ↑  刘怡，第372頁
17. ↑  德国巡洋舰史，第116頁
18. ↑  世界重巡洋舰全集，第144頁
19. 1 2 3 4 5 6 7 8 9 10  Gröner，第74頁
20. 1 2  王子午，第178頁
21. ↑  国际展望 2005 18，第76頁
22. ↑  Gardiner & Chesneau，第221頁
23. ↑  Campbell，第247頁
24. ↑  Campbell，第248頁
25. ↑  Campbell，第256頁
26. ↑  Campbell，第258頁
27. ↑  Gröner，第x頁
28. ↑  Caldwell & Muller，第80頁
29. ↑  Kay & Couper，第157頁